# Società Trazione Elettrica Lombarda
La Società Trazione Elettrica Lombarda (STEL) era una società italiana che fra le due guerre mondiali gestì numerose linee della rete tranviaria interurbana di Milano.

## Storia
La STEL fu costituita a Milano il 2 ottobre 1919 e subentrò alla Edison nella gestione delle sue linee interurbane a trazione elettrica. La società elettrica milanese era uscita dall'esercizio della rete urbana milanese tre anni prima e volle procedere ad una ristrutturazione aziendale che separasse il ramo tranviario da quello elettrico, per cui essa mantenne la maggioranza del capitale sociale della nuova azienda con la possibilità teorica di poter cedere il pacchetto azionario in un momento successivo.
Negli anni successivi la rete STEL si ampliò, incorporando le tranvie a vapore della Lombardy (1924) e le linee a maggior traffico della TIP (1926), allo scopo di potenziarle ed elettrificarle.
Nel 1937, la STEL portò a termine il processo di elettrificazione totale della rete che aveva permesso il potenziamento di molti tratti con la costruzione di sedi riservate e di raddoppi dei binari. Anche il materiale rotabile fu integralmente rinnovato.
Nel 1939, al fine di eliminare i conflitti di gestione con la rete urbana gestita dall'ATM, alle concessioni STEL subentrò il Comune di Milano, che affidò l'esercizio delle linee interurbane alla stessa ATM.

## Rete

Mappa della rete

All'atto della costituzione (1919) la STEL ereditò dalla Edison le seguenti linee, tutte elettrificate a 600 volt in corrente continua:
- Milano-Cinisello con diramazione Torretta-Sesto San Giovanni
- Milano-Corsico-Abbiategrasso
- Milano-Limbiate
- Milano-Monza

Nel 1924, all'incorporazione della rete Lombardy, pervennero alla STEL le seguenti linee, tutte esercite a vapore:
- Milano-Giussano con diramazione Seregno-Carate Brianza
- Monza-Carate Brianza
- Cusano-Cinisello-Monza[8]

Nel 1926, infine, la STEL acquisì dalla TIP le seguenti linee, anch'esse esercite a vapore:
- Milano-Vaprio
- Milano-Vimercate con diramazione Brugherio-Monza[9]
- Fornaci-Cassano-Treviglio

La STEL elettrificò le linee ex-Lombardy a 600 volt in corrente continua mentre a quelle ex-TIP, caratterizzate da un maggiore traffico a lunga distanza, fu applicata quella in continua con tensione da 1200 volt. La tratta Cassano-Treviglio venne tuttavia abbandonata (1931), mentre nel 1922 la Milano-Monza era stata potenziata con la costruzione di un nuovo tronco Sesto-Monza via Cascine Bovati.

## Mezzi
| Locomotori | Locomotori | Locomotori     | Locomotori                                        | Locomotori                                     |
| Serie      | Anno       | Origine        | Costruttore                                       | Note                                           |
| ---------- | ---------- | -------------- | ------------------------------------------------- | ---------------------------------------------- |
| 30 ÷ 32    | 1897       | Edison 30 ÷ 32 | Grondona o Breda (30), Off. Sociali SAO (31 ÷ 32) | fino al 1917, 13 e 175-176 del servizio urbano |
| 33 ÷ 37    | 1917       | Edison 33 ÷ 37 | Società Italiana Carminati & Toselli              |                                                |
| 94 ÷ 98    | 1927-1928  |                | Costamasnaga                                      |                                                |
| 101 ÷ 105  | 1928       |                | Costamasnaga                                      |                                                |
| 106 ÷ 109  | 1931       |                | OM                                                |                                                |

| Elettromotrici    | Elettromotrici | Elettromotrici                         | Elettromotrici                                                                          | Elettromotrici                                                                                        |
| Serie             | Anno           | Origine                                | Costruttore                                                                             | Note                                                                                                  |
| ----------------- | -------------- | -------------------------------------- | --------------------------------------------------------------------------------------- | --- |
| 1-8 (poi 450-457) | 1897-1904      | Edison serie 401 ÷ 404, 415, 421 ÷ 423 | Off. Sociali SAO (401 ÷ 403), Morel Thibaut (404), Carminati & Toselli (415, 421 ÷ 423) | tipo "Affori" e "Brescia", inizialmente per i servizi locali, poi utilizzate come motrivi di servizio |
| 1 ÷ 4             | 1919-1922      | TIP A.1 ÷ A.4 (fino al 1926)           | Carminati & Toselli                                                                     | inizialmente per i servizi locali di Crescenzago (1919) e Rogoredo (1924)                             |
| 6 ÷ 9             | 1926           | ATM 600                                | Carminati & Toselli                                                                     | per il servizio urbano di Monza                                                                       |
| 10 ÷ 19           | 1900-1901      | Edison 405 ÷ 414                       | Off. Sociali Edison                                                                     | tipo "Monza", a imperiale                                                                             |
| 20 ÷ 29           | 1901           | Edison 424 ÷ 433                       | Off. Sociali Edison                                                                     | tipo "Monza", a imperiale, già rimorchiate                                                            |
| 39 ÷ 43           | 1902 (?)       | Edison 416 ÷ 420                       | Off. Sociali Edison                                                                     | tipo "Corsico" o "Biscia"                                                                             |
| 44 ÷ 49           | 1926           |                                        | Carminati & Toselli                                                                     | tipo "Desio"                                                                                          |
| 50 ÷ 59           | 1914           | Edison 434 ÷ 443                       | Carminati & Toselli                                                                     | tipo "Abbiategrasso"                                                                                  |
| 60 ÷ 69           | 1923           |                                        | Breda                                                                                   | |
| 70 ÷ 71           | 1925           |                                        | OM                                                                                      | |
| 72 ÷ 83           | 1926           |                                        | Carminati & Toselli                                                                     | |
| 85 ÷ 92           | 1928           |                                        | Reggiane                                                                                | tipo "Reggio Emilia"                                                                                  |
| 93 ÷ 96           | 1930           |                                        | OM                                                                                      | |
| 110 ÷ 115         | 1935           |                                        | Breda                                                                                   | |
| 116 ÷ 123         | 1937           |                                        | Tallero                                                                                 | |